# Stegania cadahiai
Stegania cadahiai är en fjärilsart som beskrevs av Ramon Agenjo Cecilia 1968. Stegania cadahiai ingår i släktet Stegania och familjen mätare. Inga underarter finns listade i Catalogue of Life.